# 養老郡

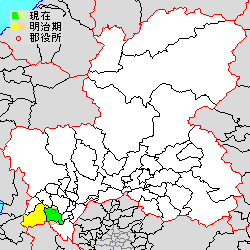
岐阜県養老郡の位置（緑：養老町 薄黄：後に他郡に編入された区域 薄緑：後に他郡から編入した区域）

養老郡（ようろうぐん）は、岐阜県の郡。
人口24,636人、面積72.29km²、人口密度341人/km²。（2025年2月1日、推計人口）
以下の1町を含む。
- 養老町（ようろうちょう）

## 郡域
1897年（明治30年）に行政区画として発足した当時の郡域は、以下の区域にあたる。
- 大垣市の一部（上石津町各町）
- 海津市の一部（南濃町駒野新田・南濃町早瀬・南濃町津屋・南濃町志津・南濃町志津新田）
- 養老町の大部分（室原を除く）

## 歴史
- 明治30年（1897年）4月1日 - 郡制の施行のため、多芸郡・上石津郡の区域をもって養老郡が発足[1]。同時に以下の町村の統合が行われ、下多度村（現・海津市）・小畑村・日吉村（現・養老町）多良村・一之瀬村（現・大垣市）と新設された1町8村が所属[2]。（1町13村）
  - 高田町 ← 高田町、烏江村、養老村［押越］（現・養老町）
  - 養老村 ← 養老村［押越を除く］、沢田村、桜井村（現・養老町）
  - 広幡村 ← 飯之木村、大跡村、口ヶ島村、西岩道村、岩道村（現・養老町）
  - 上多度村 ← 上多度村、三郷村（現・養老町）
  - 笠郷村 ← 船着村、栗笠村、上ノ郷村、下笠村（現・養老町）
  - 牧田村 ← 牧田村、乙坂村（現・大垣市）
  - 多芸村 ← 直江村、飯積村、金屋村、多岐村、北大墳村（現・養老町）
  - 池辺村 ← 大巻村、根古地新田、根古地村、大場村、釜段村（現・海津市、養老町）、駒野新田（現・海津市）
  - 時村 ← 時村、時山村（現・大垣市）
- 明治30年（1897年）8月1日 - 郡制を施行。
- 大正6年（1917年） - 現住人口35,734名[3]。
- 大正12年（1923年）4月1日 - 郡会が廃止。郡役所は存続。
- 大正15年（1926年）7月1日 - 郡役所が廃止。以降は地域区分名称となる。
- 昭和29年（1954年）
  - 11月3日 - 高田町・養老村・広幡村・上多度村・笠郷村・小畑村・多芸村・日吉村および池辺村の大部分が不破郡合原村の一部（室原）と合併して養老町が発足。池辺村の残部（駒野新田および釜段の一部[4]）が海津郡城山町に編入。（1町5村）
  - 11月5日 - 下多度村が海津郡城山町・石津村と合併して海津郡南濃町が発足。（1町4村）
- 昭和30年（1955年）
  - 1月15日 - 牧田村・一之瀬村・多良村・時村が合併して上石津村が発足。（1町1村）
  - 4月1日 - 海津郡南濃町の一部（若宮・船見および津屋の一部[5]）が養老町に編入。
- 昭和44年（1969年）4月1日 - 上石津村が町制施行して上石津町となる。（2町）
- 平成18年（2006年）3月27日 - 上石津町が大垣市に編入。（1町）

### 変遷表
| 旧郡   | 明治22年以前 | 明治22年以前 | 明治初年 - 明治5年  | 明治6年 - 明治7年          | 明治8年 - 明治22年       | 明治22年 7月1日 町村制施行 | 明治22年 - 明治30年       | 明治30年 4月1日 養老郡発足 | 明治30年 - 昭和29年                | 明治30年 - 昭和29年                | 昭和30年 - 昭和39年         | 昭和40年 - 昭和64年          | 平成元年 - 現在              | 現在   |
| ------ | ------------ | ------------ | ------------------- | -------------------------- | ------------------------ | -------------------------- | ------------------------- | -------------------------- | ---------------------------------- | ---------------------------------- | --------------------------- | ---------------------------- | ---------------------------- | ------ |
| 多芸郡 | 若宮村       | 若宮村       | 若宮村              | 若宮村                     | 若宮村                   | 下多度村                   | 下多度村                  | 下多度村                   | 下多度村                           | 昭和29年11月5日 海津郡南濃町の一部 | 昭和30年4月1日 養老町に編入 | 養老町                       | 養老町                       | 養老町 |
| 多芸郡 | 舟見村       | 舟見村       | 舟見村              | 舟見村                     | 舟見村                   | 下多度村                   | 下多度村                  | 下多度村                   | 下多度村                           | 昭和29年11月5日 海津郡南濃町の一部 | 昭和30年4月1日 養老町に編入 | 養老町                       | 養老町                       | 養老町 |
| 多芸郡 | 津屋村       | 一部         | 津屋村              | 津屋村                     | 津屋村                   | 下多度村                   | 下多度村                  | 下多度村                   | 下多度村                           | 昭和29年11月5日 海津郡南濃町の一部 | 昭和30年4月1日 養老町に編入 | 養老町                       | 養老町                       | 養老町 |
| 多芸郡 | 津屋村       | 一部を除く   | 津屋村              | 津屋村                     | 津屋村                   | 下多度村                   | 下多度村                  | 下多度村                   | 下多度村                           | 昭和29年11月5日 海津郡南濃町の一部 | 海津郡南濃町の一部          | 海津郡南濃町の一部           | 平成17年3月28日 海津市の一部 | 海津市 |
| 多芸郡 | 志津村       | 志津村       | 明治5年 志津村      | 志津村                     | 志津村                   | 下多度村                   | 下多度村                  | 下多度村                   | 下多度村                           | 昭和29年11月5日 海津郡南濃町の一部 | 海津郡南濃町の一部          | 海津郡南濃町の一部           | 平成17年3月28日 海津市の一部 | 海津市 |
| 多芸郡 | 志津新田     | 志津新田     | 志津新田            | 志津新田                   | 志津新田                 | 下多度村                   | 下多度村                  | 下多度村                   | 下多度村                           | 昭和29年11月5日 海津郡南濃町の一部 | 海津郡南濃町の一部          | 海津郡南濃町の一部           | 平成17年3月28日 海津市の一部 | 海津市 |
| 多芸郡 | 駒野新田     | 駒野新田     | 駒野新田            | 駒野新田                   | 駒野新田                 | 駒野新田                   | 駒野新田                  | 池辺村                     | 昭和29年11月3日 海津郡城山町に編入 | 昭和29年11月5日 海津郡南濃町の一部 | 海津郡南濃町の一部          | 海津郡南濃町の一部           | 平成17年3月28日 海津市の一部 | 海津市 |
| 多芸郡 | 釜段新田     | 一部         | 明治5年 志津村      | 明治7年9月 分立 釜段村     | 釜段村                   | 釜段村                     | 釜段村                    | 池辺村                     | 昭和29年11月3日 海津郡城山町に編入 | 昭和29年11月5日 海津郡南濃町の一部 | 海津郡南濃町の一部          | 海津郡南濃町の一部           | 平成17年3月28日 海津市の一部 | 海津市 |
| 多芸郡 | 釜段新田     | 一部を除く   | 明治5年 志津村      | 明治7年9月 分立 釜段村     | 釜段村                   | 釜段村                     | 釜段村                    | 池辺村                     | 昭和29年11月3日 養老町             | 昭和29年11月3日 養老町             | 養老町                      | 養老町                       | 養老町                       | 養老町 |
| 多芸郡 | 根古地村     | 根古地村     | 根古地村            | 根古地村                   | 根古地村                 | 根古地村                   | 根古地村                  | 池辺村                     | 昭和29年11月3日 養老町             | 昭和29年11月3日 養老町             | 養老町                      | 養老町                       | 養老町                       | 養老町 |
| 多芸郡 | 根古地新田   | 根古地新田   | 根古地新田          | 根古地新田                 | 根古地新田               | 根古地新田                 | 根古地新田                | 池辺村                     | 昭和29年11月3日 養老町             | 昭和29年11月3日 養老町             | 養老町                      | 養老町                       | 養老町                       | 養老町 |
| 多芸郡 | 大場村       | 大場村       | 大場村              | 大場村                     | 明治20年1月27日 大場村   | 大場村                     | 大場村                    | 池辺村                     | 昭和29年11月3日 養老町             | 昭和29年11月3日 養老町             | 養老町                      | 養老町                       | 養老町                       | 養老町 |
| 多芸郡 | 大場新田     | 大場新田     | 大場新田            | 大場新田                   | 明治20年1月27日 大場村   | 大場村                     | 大場村                    | 池辺村                     | 昭和29年11月3日 養老町             | 昭和29年11月3日 養老町             | 養老町                      | 養老町                       | 養老町                       | 養老町 |
| 石津郡 | 高柳古新田   | 高柳古新田   | 高柳古新田          | 大巻村                     | 明治8年11月 多芸郡大巻村 | 大巻村                     | 大巻村                    | 池辺村                     | 昭和29年11月3日 養老町             | 昭和29年11月3日 養老町             | 養老町                      | 養老町                       | 養老町                       | 養老町 |
| 石津郡 | 高柳新田     | 高柳新田     | 高柳新田            | 高柳新田                   | 明治8年11月 多芸郡大巻村 | 大巻村                     | 大巻村                    | 池辺村                     | 昭和29年11月3日 養老町             | 昭和29年11月3日 養老町             | 養老町                      | 養老町                       | 養老町                       | 養老町 |
| 石津郡 | 小坪新田     | 小坪新田     | 小坪新田            | 小坪新田                   | 明治8年11月 多芸郡大巻村 | 大巻村                     | 大巻村                    | 池辺村                     | 昭和29年11月3日 養老町             | 昭和29年11月3日 養老町             | 養老町                      | 養老町                       | 養老町                       | 養老町 |
| 安八郡 | 大牧村       | 大牧村       | 明治2年 大牧村      | 大牧村                     | 明治8年11月 多芸郡大巻村 | 大巻村                     | 大巻村                    | 池辺村                     | 昭和29年11月3日 養老町             | 昭和29年11月3日 養老町             | 養老町                      | 養老町                       | 養老町                       | 養老町 |
| 安八郡 | 大牧新田     |              | 明治2年 大牧村      | 大牧村                     | 明治8年11月 多芸郡大巻村 | 大巻村                     | 大巻村                    | 池辺村                     | 昭和29年11月3日 養老町             | 昭和29年11月3日 養老町             | 養老町                      | 養老町                       | 養老町                       | 養老町 |
| 不破郡 | 室原村       | 室原村       | 室原村              | 室原村                     | 室原村                   | 室原村                     | 室原村                    | 合原村 の一部              | 昭和29年11月3日 養老町             | 昭和29年11月3日 養老町             | 養老町                      | 養老町                       | 養老町                       | 養老町 |
| 多芸郡 | 口ヶ島村     | 口ヶ島村     | 口ヶ島村            | 口ヶ島村                   | 口ヶ島村                 | 口ヶ島村                   | 口ヶ島村                  | 広幡村                     | 昭和29年11月3日 養老町             | 昭和29年11月3日 養老町             | 養老町                      | 養老町                       | 養老町                       | 養老町 |
| 多芸郡 | 飯之木村     | 飯之木村     | 飯之木村            | 飯之木村                   | 飯之木村                 | 飯之木村                   | 飯之木村                  | 広幡村                     | 昭和29年11月3日 養老町             | 昭和29年11月3日 養老町             | 養老町                      | 養老町                       | 養老町                       | 養老町 |
| 多芸郡 | 大跡村       | 大跡村       | 大跡村              | 大跡村                     | 大跡村                   | 大跡村                     | 大跡村                    | 広幡村                     | 昭和29年11月3日 養老町             | 昭和29年11月3日 養老町             | 養老町                      | 養老町                       | 養老町                       | 養老町 |
| 多芸郡 | 西岩道村     | 西岩道村     | 西岩道村            | 西岩道村                   | 西岩道村                 | 西岩道村                   | 西岩道村                  | 広幡村                     | 昭和29年11月3日 養老町             | 昭和29年11月3日 養老町             | 養老町                      | 養老町                       | 養老町                       | 養老町 |
| 多芸郡 | 岩道村       | 岩道村       | 岩道村              | 岩道村                     | 岩道村                   | 岩道村                     | 岩道村                    | 広幡村                     | 昭和29年11月3日 養老町             | 昭和29年11月3日 養老町             | 養老町                      | 養老町                       | 養老町                       | 養老町 |
| 多芸郡 | 上ノ郷村     | 上ノ郷村     | 上ノ郷村            | 上ノ郷村                   | 上ノ郷村                 | 上ノ郷村                   | 上ノ郷村                  | 笠郷村                     | 昭和29年11月3日 養老町             | 昭和29年11月3日 養老町             | 養老町                      | 養老町                       | 養老町                       | 養老町 |
| 多芸郡 | 下笠村       | 下笠村       | 下笠村              | 下笠村                     | 下笠村                   | 下笠村                     | 下笠村                    | 笠郷村                     | 昭和29年11月3日 養老町             | 昭和29年11月3日 養老町             | 養老町                      | 養老町                       | 養老町                       | 養老町 |
| 多芸郡 | 栗笠村       | 栗笠村       | 栗笠村              | 栗笠村                     | 栗笠村                   | 栗笠村                     | 栗笠村                    | 笠郷村                     | 昭和29年11月3日 養老町             | 昭和29年11月3日 養老町             | 養老町                      | 養老町                       | 養老町                       | 養老町 |
| 多芸郡 | 船附村       | 船附村       | 船附村              | 船附村                     | 船附村                   | 船着村                     | 船着村                    | 笠郷村                     | 昭和29年11月3日 養老町             | 昭和29年11月3日 養老町             | 養老町                      | 養老町                       | 養老町                       | 養老町 |
| 多芸郡 | 大野村       | 大野村       | 大野村              | 大野村                     | 大野村                   | 船着村                     | 船着村                    | 笠郷村                     | 昭和29年11月3日 養老町             | 昭和29年11月3日 養老町             | 養老町                      | 養老町                       | 養老町                       | 養老町 |
| 多芸郡 | 小倉村       | 小倉村       | 小倉村              | 小倉村                     | 小倉村                   | 上多度村                   | 上多度村                  | 上多度村                   | 昭和29年11月3日 養老町             | 昭和29年11月3日 養老町             | 養老町                      | 養老町                       | 養老町                       | 養老町 |
| 多芸郡 | 鷲巣村       | 鷲巣村       | 鷲巣村              | 鷲巣村                     | 鷲巣村                   | 上多度村                   | 上多度村                  | 上多度村                   | 昭和29年11月3日 養老町             | 昭和29年11月3日 養老町             | 養老町                      | 養老町                       | 養老町                       | 養老町 |
| 多芸郡 | 大跡新田     | 大跡新田     | 大跡新田            | 大跡新田                   | 大跡新田                 | 上多度村                   | 上多度村                  | 上多度村                   | 昭和29年11月3日 養老町             | 昭和29年11月3日 養老町             | 養老町                      | 養老町                       | 養老町                       | 養老町 |
| 多芸郡 | 有尾村       | 有尾村       | 有尾村              | 有尾村                     | 有尾村                   | 三郷村                     | 三郷村                    | 上多度村                   | 昭和29年11月3日 養老町             | 昭和29年11月3日 養老町             | 養老町                      | 養老町                       | 養老町                       | 養老町 |
| 多芸郡 | 横屋村       | 横屋村       | 横屋村              | 横屋村                     | 横屋村                   | 三郷村                     | 三郷村                    | 上多度村                   | 昭和29年11月3日 養老町             | 昭和29年11月3日 養老町             | 養老町                      | 養老町                       | 養老町                       | 養老町 |
| 多芸郡 | 津屋新田     | 津屋新田     | 津屋新田            | 田村                       | 明治8年1月 田村          | 三郷村                     | 三郷村                    | 上多度村                   | 昭和29年11月3日 養老町             | 昭和29年11月3日 養老町             | 養老町                      | 養老町                       | 養老町                       | 養老町 |
| 多芸郡 | 有尾新田     | 有尾新田     | 有尾新田            | 有尾新田                   | 明治8年1月 田村          | 三郷村                     | 三郷村                    | 上多度村                   | 昭和29年11月3日 養老町             | 昭和29年11月3日 養老町             | 養老町                      | 養老町                       | 養老町                       | 養老町 |
| 多芸郡 | 直江村       | 直江村       | 直江村              | 直江村                     | 直江村                   | 直江村                     | 直江村                    | 多芸村                     | 昭和29年11月3日 養老町             | 昭和29年11月3日 養老町             | 養老町                      | 養老町                       | 養老町                       | 養老町 |
| 多芸郡 | 飯積村       | 飯積村       | 飯積村              | 飯積村                     | 飯積村                   | 飯積村                     | 飯積村                    | 多芸村                     | 昭和29年11月3日 養老町             | 昭和29年11月3日 養老町             | 養老町                      | 養老町                       | 養老町                       | 養老町 |
| 多芸郡 | 高畑村       | 高畑村       | 高畑村              | 高畑村                     | 高畑村                   | 多岐村                     | 多岐村                    | 多芸村                     | 昭和29年11月3日 養老町             | 昭和29年11月3日 養老町             | 養老町                      | 養老町                       | 養老町                       | 養老町 |
| 多芸郡 | 大塚村       | 大塚村       | 大塚村              | 大塚村                     | 明治15年1月10日 多岐塚村 | 多岐村                     | 多岐村                    | 多芸村                     | 昭和29年11月3日 養老町             | 昭和29年11月3日 養老町             | 養老町                      | 養老町                       | 養老町                       | 養老町 |
| 多芸郡 | 大塚村       | 大塚村       | 大塚村              | 大塚村                     | 明治15年1月10日 北大墳村 | 北大墳村                   | 北大墳村                  | 多芸村                     | 昭和29年11月3日 養老町             | 昭和29年11月3日 養老町             | 養老町                      | 養老町                       | 養老町                       | 養老町 |
| 多芸郡 | 金屋村       | 金屋村       | 金屋村              | 金屋村                     | 金屋村                   | 金屋村                     | 金屋村                    | 多芸村                     | 昭和29年11月3日 養老町             | 昭和29年11月3日 養老町             | 養老町                      | 養老町                       | 養老町                       | 養老町 |
| 多芸郡 | 安久村       | 一部         | 安久村              | 安久村                     | 安久村                   | 金屋村                     | 金屋村                    | 多芸村                     | 昭和29年11月3日 養老町             | 昭和29年11月3日 養老町             | 養老町                      | 養老町                       | 養老町                       | 養老町 |
| 多芸郡 | 安久村       | 大部分       | 安久村              | 安久村                     | 安久村                   | 日吉村                     | 日吉村                    | 日吉村                     | 昭和29年11月3日 養老町             | 昭和29年11月3日 養老町             | 養老町                      | 養老町                       | 養老町                       | 養老町 |
| 多芸郡 | 宇田村       | 宇田村       | 宇田村              | 宇田村                     | 宇田村                   | 日吉村                     | 日吉村                    | 日吉村                     | 昭和29年11月3日 養老町             | 昭和29年11月3日 養老町             | 養老町                      | 養老町                       | 養老町                       | 養老町 |
| 多芸郡 | 橋爪村       | 橋爪村       | 橋爪村              | 橋爪村                     | 橋爪村                   | 日吉村                     | 日吉村                    | 日吉村                     | 昭和29年11月3日 養老町             | 昭和29年11月3日 養老町             | 養老町                      | 養老町                       | 養老町                       | 養老町 |
| 多芸郡 | 中村         | 中村         | 中村                | 中村                       | 中村                     | 日吉村                     | 日吉村                    | 日吉村                     | 昭和29年11月3日 養老町             | 昭和29年11月3日 養老町             | 養老町                      | 養老町                       | 養老町                       | 養老町 |
| 多芸郡 | 豊村         | 豊村         | 豊村                | 豊村                       | 豊村                     | 日吉村                     | 日吉村                    | 日吉村                     | 昭和29年11月3日 養老町             | 昭和29年11月3日 養老町             | 養老町                      | 養老町                       | 養老町                       | 養老町 |
| 多芸郡 | 飯田村       | 飯田村       | 飯田村              | 飯田村                     | 飯田村                   | 小畑村                     | 小畑村                    | 小畑村                     | 昭和29年11月3日 養老町             | 昭和29年11月3日 養老町             | 養老町                      | 養老町                       | 養老町                       | 養老町 |
| 多芸郡 | 蛇持村       | 蛇持村       | 蛇持村              | 蛇持村                     | 蛇持村                   | 小畑村                     | 小畑村                    | 小畑村                     | 昭和29年11月3日 養老町             | 昭和29年11月3日 養老町             | 養老町                      | 養老町                       | 養老町                       | 養老町 |
| 多芸郡 | 江月村       | 江月村       | 江月村              | 江月村                     | 江月村                   | 小畑村                     | 小畑村                    | 小畑村                     | 昭和29年11月3日 養老町             | 昭和29年11月3日 養老町             | 養老町                      | 養老町                       | 養老町                       | 養老町 |
| 多芸郡 | 祖父江村     | 祖父江村     | 明治4年7月 祖父江村 | 祖父江村                   | 祖父江村                 | 小畑村                     | 小畑村                    | 小畑村                     | 昭和29年11月3日 養老町             | 昭和29年11月3日 養老町             | 養老町                      | 養老町                       | 養老町                       | 養老町 |
| 多芸郡 | 段海村       |              | 明治4年7月 祖父江村 | 祖父江村                   | 祖父江村                 | 小畑村                     | 小畑村                    | 小畑村                     | 昭和29年11月3日 養老町             | 昭和29年11月3日 養老町             | 養老町                      | 養老町                       | 養老町                       | 養老町 |
| 多芸郡 | 大坪村       | 大坪村       | 大坪村              | 大坪村                     | 大坪村                   | 小畑村                     | 小畑村                    | 小畑村                     | 昭和29年11月3日 養老町             | 昭和29年11月3日 養老町             | 養老町                      | 養老町                       | 養老町                       | 養老町 |
| 多芸郡 | 島田村       | 島田村       | 島田村              | 島田村                     | 島田村                   | 高田町                     | 高田町                    | 高田町                     | 昭和29年11月3日 養老町             | 昭和29年11月3日 養老町             | 養老町                      | 養老町                       | 養老町                       | 養老町 |
| 多芸郡 | 烏江村       | 烏江村       | 烏江村              | 烏江村                     | 烏江村                   | 烏江村                     | 烏江村                    | 高田町                     | 昭和29年11月3日 養老町             | 昭和29年11月3日 養老町             | 養老町                      | 養老町                       | 養老町                       | 養老町 |
| 多芸郡 | 押越村       | 押越村       | 押越村              | 押越村                     | 押越村                   | 養老村                     | 養老村                    | 高田町                     | 昭和29年11月3日 養老町             | 昭和29年11月3日 養老町             | 養老町                      | 養老町                       | 養老町                       | 養老町 |
| 多芸郡 | 上方村       | 上方村       | 上方村              | 上方村                     | 上方村                   | 養老村                     | 養老村                    | 養老村                     | 昭和29年11月3日 養老町             | 昭和29年11月3日 養老町             | 養老町                      | 養老町                       | 養老町                       | 養老町 |
| 多芸郡 | 明徳村       | 明徳村       | 明徳村              | 明徳村                     | 明徳村                   | 養老村                     | 養老村                    | 養老村                     | 昭和29年11月3日 養老町             | 昭和29年11月3日 養老町             | 養老町                      | 養老町                       | 養老町                       | 養老町 |
| 多芸郡 | 五日市村     | 五日市村     | 五日市村            | 五日市村                   | 五日市村                 | 養老村                     | 養老村                    | 養老村                     | 昭和29年11月3日 養老町             | 昭和29年11月3日 養老町             | 養老町                      | 養老町                       | 養老町                       | 養老町 |
| 多芸郡 | 石畑村       | 石畑村       | 石畑村              | 石畑村                     | 石畑村                   | 養老村                     | 養老村                    | 養老村                     | 昭和29年11月3日 養老町             | 昭和29年11月3日 養老町             | 養老町                      | 養老町                       | 養老町                       | 養老町 |
| 多芸郡 | 竜泉寺村     | 竜泉寺村     | 竜泉寺村            | 竜泉寺村                   | 竜泉寺村                 | 養老村                     | 養老村                    | 養老村                     | 昭和29年11月3日 養老町             | 昭和29年11月3日 養老町             | 養老町                      | 養老町                       | 養老町                       | 養老町 |
| 多芸郡 | 白石村       | 白石村       | 白石村              | 白石村                     | 白石村                   | 養老村                     | 養老村                    | 養老村                     | 昭和29年11月3日 養老町             | 昭和29年11月3日 養老町             | 養老町                      | 養老町                       | 養老町                       | 養老町 |
| 多芸郡 | 勢至村       | 勢至村       | 勢至村              | 勢至村                     | 勢至村                   | 養老村                     | 養老村                    | 養老村                     | 昭和29年11月3日 養老町             | 昭和29年11月3日 養老町             | 養老町                      | 養老町                       | 養老町                       | 養老町 |
| 多芸郡 | 柏尾村       | 柏尾村       | 柏尾村              | 柏尾村                     | 柏尾村                   | 養老村                     | 養老村                    | 養老村                     | 昭和29年11月3日 養老町             | 昭和29年11月3日 養老町             | 養老町                      | 養老町                       | 養老町                       | 養老町 |
| 多芸郡 | 桜井村       | 桜井村       | 桜井村              | 桜井村                     | 桜井村                   | 上石津郡 桜井村            | 桜井村                    | 養老村                     | 昭和29年11月3日 養老町             | 昭和29年11月3日 養老町             | 養老町                      | 養老町                       | 養老町                       | 養老町 |
| 石津郡 | 沢田村       | 沢田村       | 沢田村              | 沢田村                     | 沢田村                   | 沢田村                     | 沢田村                    | 養老村                     | 昭和29年11月3日 養老町             | 昭和29年11月3日 養老町             | 養老町                      | 養老町                       | 養老町                       | 養老町 |
| 石津郡 | 宮村         | 宮村         | 宮村                | 宮村                       | 明治8年1月 宮村          | 多良村                     | 多良村                    | 多良村                     | 多良村                             | 多良村                             | 昭和30年1月15日 上石津村    | 昭和44年4月1日 町制 上石津町 | 平成18年3月27日 大垣市に編入 | 大垣市 |
| 石津郡 | 羽ヶ原村     | 羽ヶ原村     | 羽ヶ原村            | 羽ヶ原村                   | 明治8年1月 宮村          | 多良村                     | 多良村                    | 多良村                     | 多良村                             | 多良村                             | 昭和30年1月15日 上石津村    | 昭和44年4月1日 町制 上石津町 | 平成18年3月27日 大垣市に編入 | 大垣市 |
| 石津郡 | 禰宜村       | 禰宜村       | 禰宜村              | 禰宜上村                   | 明治8年1月 禰宜上村      | 多良村                     | 多良村                    | 多良村                     | 多良村                             | 多良村                             | 昭和30年1月15日 上石津村    | 昭和44年4月1日 町制 上石津町 | 平成18年3月27日 大垣市に編入 | 大垣市 |
| 石津郡 | 上野村       | 上野村       | 上野村              | 上野村                     | 明治8年1月 禰宜上村      | 多良村                     | 多良村                    | 多良村                     | 多良村                             | 多良村                             | 昭和30年1月15日 上石津村    | 昭和44年4月1日 町制 上石津町 | 平成18年3月27日 大垣市に編入 | 大垣市 |
| 石津郡 | 奥村         | 奥村         | 奥村                | 奥村                       | 奥村                     | 多良村                     | 多良村                    | 多良村                     | 多良村                             | 多良村                             | 昭和30年1月15日 上石津村    | 昭和44年4月1日 町制 上石津町 | 平成18年3月27日 大垣市に編入 | 大垣市 |
| 石津郡 | 谷畑村       | 谷畑村       | 谷畑村              | 谷畑村                     | 谷畑村                   | 多良村                     | 多良村                    | 多良村                     | 多良村                             | 多良村                             | 昭和30年1月15日 上石津村    | 昭和44年4月1日 町制 上石津町 | 平成18年3月27日 大垣市に編入 | 大垣市 |
| 石津郡 | 上原村       | 上原村       | 上原村              | 上原村                     | 上原村                   | 多良村                     | 多良村                    | 多良村                     | 多良村                             | 多良村                             | 昭和30年1月15日 上石津村    | 昭和44年4月1日 町制 上石津町 | 平成18年3月27日 大垣市に編入 | 大垣市 |
| 石津郡 | 鍛冶屋村     | 鍛冶屋村     | 鍛冶屋村            | 明治7年9月 改称 上鍛冶屋村 | 上鍛冶屋村               | 多良村                     | 多良村                    | 多良村                     | 多良村                             | 多良村                             | 昭和30年1月15日 上石津村    | 昭和44年4月1日 町制 上石津町 | 平成18年3月27日 大垣市に編入 | 大垣市 |
| 石津郡 | 北脇村       | 北脇村       | 北脇村              | 明治7年9月 下多良村        | 下多良村                 | 多良村                     | 多良村                    | 多良村                     | 多良村                             | 多良村                             | 昭和30年1月15日 上石津村    | 昭和44年4月1日 町制 上石津町 | 平成18年3月27日 大垣市に編入 | 大垣市 |
| 石津郡 | 淵ノ上村     | 淵ノ上村     | 淵ノ上村            | 明治7年9月 下多良村        | 下多良村                 | 多良村                     | 多良村                    | 多良村                     | 多良村                             | 多良村                             | 昭和30年1月15日 上石津村    | 昭和44年4月1日 町制 上石津町 | 平成18年3月27日 大垣市に編入 | 大垣市 |
| 石津郡 | 東山村       | 東山村       | 東山村              | 明治7年9月 下多良村        | 下多良村                 | 多良村                     | 多良村                    | 多良村                     | 多良村                             | 多良村                             | 昭和30年1月15日 上石津村    | 昭和44年4月1日 町制 上石津町 | 平成18年3月27日 大垣市に編入 | 大垣市 |
| 石津郡 | 前夫村       | 前夫村       | 前夫村              | 明治7年9月 前ヶ瀬村        | 前ヶ瀬村                 | 多良村                     | 多良村                    | 多良村                     | 多良村                             | 多良村                             | 昭和30年1月15日 上石津村    | 昭和44年4月1日 町制 上石津町 | 平成18年3月27日 大垣市に編入 | 大垣市 |
| 石津郡 | 小山瀬村     | 小山瀬村     | 小山瀬村            | 明治7年9月 前ヶ瀬村        | 前ヶ瀬村                 | 多良村                     | 多良村                    | 多良村                     | 多良村                             | 多良村                             | 昭和30年1月15日 上石津村    | 昭和44年4月1日 町制 上石津町 | 平成18年3月27日 大垣市に編入 | 大垣市 |
| 石津郡 | 前夫小山瀬郷 | 前夫小山瀬郷 | 前夫小山瀬郷        | 明治7年9月 前ヶ瀬村        | 前ヶ瀬村                 | 多良村                     | 多良村                    | 多良村                     | 多良村                             | 多良村                             | 昭和30年1月15日 上石津村    | 昭和44年4月1日 町制 上石津町 | 平成18年3月27日 大垣市に編入 | 大垣市 |
| 石津郡 | 栃谷村       | 栃谷村       | 栃谷村              | 明治7年9月 西山村          | 西山村                   | 多良村                     | 多良村                    | 多良村                     | 多良村                             | 多良村                             | 昭和30年1月15日 上石津村    | 昭和44年4月1日 町制 上石津町 | 平成18年3月27日 大垣市に編入 | 大垣市 |
| 石津郡 | 屋敷村       | 屋敷村       | 屋敷村              | 明治7年9月 西山村          | 西山村                   | 多良村                     | 多良村                    | 多良村                     | 多良村                             | 多良村                             | 昭和30年1月15日 上石津村    | 昭和44年4月1日 町制 上石津町 | 平成18年3月27日 大垣市に編入 | 大垣市 |
| 石津郡 | 延坂村       | 延坂村       | 延坂村              | 明治7年9月 西山村          | 西山村                   | 多良村                     | 多良村                    | 多良村                     | 多良村                             | 多良村                             | 昭和30年1月15日 上石津村    | 昭和44年4月1日 町制 上石津町 | 平成18年3月27日 大垣市に編入 | 大垣市 |
| 石津郡 | 馬瀬村       | 馬瀬村       | 馬瀬村              | 三ツ里村                   | 明治8年1月 三ツ里村      | 多良村                     | 多良村                    | 多良村                     | 多良村                             | 多良村                             | 昭和30年1月15日 上石津村    | 昭和44年4月1日 町制 上石津町 | 平成18年3月27日 大垣市に編入 | 大垣市 |
| 石津郡 | 松之木村     | 松之木村     | 松之木村            | 松之木村                   | 明治8年1月 三ツ里村      | 多良村                     | 多良村                    | 多良村                     | 多良村                             | 多良村                             | 昭和30年1月15日 上石津村    | 昭和44年4月1日 町制 上石津町 | 平成18年3月27日 大垣市に編入 | 大垣市 |
| 石津郡 | 岩須村       | 岩須村       | 岩須村              | 岩須村                     | 明治8年1月 三ツ里村      | 多良村                     | 多良村                    | 多良村                     | 多良村                             | 多良村                             | 昭和30年1月15日 上石津村    | 昭和44年4月1日 町制 上石津町 | 平成18年3月27日 大垣市に編入 | 大垣市 |
| 石津郡 | 猪尻村       | 猪尻村       | 猪尻村              | 猪尻村                     | 明治8年1月 上多良村      | 多良村                     | 多良村                    | 多良村                     | 多良村                             | 多良村                             | 昭和30年1月15日 上石津村    | 昭和44年4月1日 町制 上石津町 | 平成18年3月27日 大垣市に編入 | 大垣市 |
| 石津郡 | 樫原村       | 樫原村       | 樫原村              | 樫原村                     | 明治8年1月 上多良村      | 多良村                     | 多良村                    | 多良村                     | 多良村                             | 多良村                             | 昭和30年1月15日 上石津村    | 昭和44年4月1日 町制 上石津町 | 平成18年3月27日 大垣市に編入 | 大垣市 |
| 石津郡 | 名及村       | 名及村       | 名及村              | 名及村                     | 明治8年1月 上多良村      | 多良村                     | 多良村                    | 多良村                     | 多良村                             | 多良村                             | 昭和30年1月15日 上石津村    | 昭和44年4月1日 町制 上石津町 | 平成18年3月27日 大垣市に編入 | 大垣市 |
| 石津郡 | 欠之脇村     | 欠之脇村     | 欠之脇村            | 欠之脇村                   | 明治8年1月 上多良村      | 多良村                     | 多良村                    | 多良村                     | 多良村                             | 多良村                             | 昭和30年1月15日 上石津村    | 昭和44年4月1日 町制 上石津町 | 平成18年3月27日 大垣市に編入 | 大垣市 |
| 石津郡 | 堂ノ上村     | 堂ノ上村     | 堂ノ上村            | 明治7年9月 下堂ノ上村      | 明治8年1月 上多良村      | 多良村                     | 多良村                    | 多良村                     | 多良村                             | 多良村                             | 昭和30年1月15日 上石津村    | 昭和44年4月1日 町制 上石津町 | 平成18年3月27日 大垣市に編入 | 大垣市 |
| 石津郡 | 堂ノ上村     | 堂ノ上村     | 堂ノ上村            | 明治7年9月 上堂ノ上村      | 上堂ノ上村               | 冠村                       | 明治23年3月24日 改称 時村 | 時村                       | 時村                               | 時村                               | 昭和30年1月15日 上石津村    | 昭和44年4月1日 町制 上石津町 | 平成18年3月27日 大垣市に編入 | 大垣市 |
| 石津郡 | 下村         | 下村         | 下村                | 明治7年9月 下山村          | 下山村                   | 冠村                       | 明治23年3月24日 改称 時村 | 時村                       | 時村                               | 時村                               | 昭和30年1月15日 上石津村    | 昭和44年4月1日 町制 上石津町 | 平成18年3月27日 大垣市に編入 | 大垣市 |
| 石津郡 | 山上村       | 山上村       | 山上村              | 明治7年9月 下山村          | 下山村                   | 冠村                       | 明治23年3月24日 改称 時村 | 時村                       | 時村                               | 時村                               | 昭和30年1月15日 上石津村    | 昭和44年4月1日 町制 上石津町 | 平成18年3月27日 大垣市に編入 | 大垣市 |
| 石津郡 | 打上村       | 打上村       | 打上村              | 打上村                     | 打上村                   | 冠村                       | 明治23年3月24日 改称 時村 | 時村                       | 時村                               | 時村                               | 昭和30年1月15日 上石津村    | 昭和44年4月1日 町制 上石津町 | 平成18年3月27日 大垣市に編入 | 大垣市 |
| 石津郡 | 上村         | 上村         | 上村                | 上村                       | 上村                     | 冠村                       | 明治23年3月24日 改称 時村 | 時村                       | 時村                               | 時村                               | 昭和30年1月15日 上石津村    | 昭和44年4月1日 町制 上石津町 | 平成18年3月27日 大垣市に編入 | 大垣市 |
| 石津郡 | 細野村       | 細野村       | 細野村              | 細野村                     | 細野村                   | 冠村                       | 明治23年3月24日 改称 時村 | 時村                       | 時村                               | 時村                               | 昭和30年1月15日 上石津村    | 昭和44年4月1日 町制 上石津町 | 平成18年3月27日 大垣市に編入 | 大垣市 |
| 石津郡 | 時山村       | 時山村       | 時山村              | 時山村                     | 時山村                   | 時山村                     | 時山村                    | 時村                       | 時村                               | 時村                               | 昭和30年1月15日 上石津村    | 昭和44年4月1日 町制 上石津町 | 平成18年3月27日 大垣市に編入 | 大垣市 |
| 石津郡 | 牧田村       | 牧田村       | 牧田村              | 牧田村                     | 牧田村                   | 牧田村                     | 牧田村                    | 牧田村                     | 牧田村                             | 牧田村                             | 昭和30年1月15日 上石津村    | 昭和44年4月1日 町制 上石津町 | 平成18年3月27日 大垣市に編入 | 大垣市 |
| 石津郡 | 乙坂村       | 乙坂村       | 乙坂村              | 乙坂村                     | 乙坂村                   | 乙坂村                     | 乙坂村                    | 牧田村                     | 牧田村                             | 牧田村                             | 昭和30年1月15日 上石津村    | 昭和44年4月1日 町制 上石津町 | 平成18年3月27日 大垣市に編入 | 大垣市 |
| 石津郡 | 一之瀬村     | 一之瀬村     | 一之瀬村            | 一之瀬村                   | 一之瀬村                 | 一之瀬村                   | 一之瀬村                  | 一之瀬村                   | 一之瀬村                           | 一之瀬村                           | 昭和30年1月15日 上石津村    | 昭和44年4月1日 町制 上石津町 | 平成18年3月27日 大垣市に編入 | 大垣市 |

## 行政
歴代郡長
| 代 | 氏名     | 就任年月日               | 退任年月日                | 備考                 |
| -- | -------- | ------------------------ | ------------------------- | -------------------- |
| 1  |          | 明治30年（1897年）4月1日 |                           |                      |
|    | 川上親賢 |                          |                           |                      |
|    |          |                          | 大正15年（1926年）6月30日 | 郡役所廃止により廃官 |